# Imperio etíope
El Imperio etíope (en amhárico: የኢትዮጵያ ንጉሠ ነገሥት መንግሥተ, transliterado: Mängəstä Ityop'p'ya), conocido también como Abisinia, fue un reino africano que abarcaba los actuales territorios de Etiopía y Eritrea. En su período de mayor extensión incluía, además, los actuales territorios de Yibutí, el norte de Somalia, el sur de Egipto, el este de Sudán, el oeste de Yemen y una parte suroccidental de Arabia Saudita.[cita requerida]
El Imperio tuvo una duración de 705 años, desde el derrocamiento de la dinastía Zagüe, en 1270, hasta la abolición de la monarquía, en 1975. Se le considera el descendiente directo del Reino de Aksum, existente desde el siglo IV a. C., razón por la cual hubo quienes lo consideraron el Estado más antiguo del mundo. Fue también el único Estado africano, junto a Liberia, que mantuvo su independencia durante el reparto de África por parte de las potencias coloniales europeas en el siglo XIX.[cita requerida]

## Historia

### Edad Media etíope y Dinastía salomónica
Alrededor del año 1270, se estableció una nueva dinastía en el altiplano etíope bajo el rey Yekuno Amlak, quien depuso al último rey Zagüe (Yetbarak), casándose con una de sus hijas. El nuevo monarca se declaró descendiente de los antiguos monarcas de Aksum, los cuales según la leyenda tenían su origen en la unión entre el Rey Salomón y la Reina de Saba, de la cual nació Menelik I. Por esta razón, esta dinastía recibió el nombre de Dinastía salomónica.
Se estima que fue en esta época cuando se redactó el Kebra Nagast (Libro de la Gloria de los Reyes de Etiopía, c. 1300), texto que reúne diversas tradiciones orales sobre el origen "salomónico" de la dinastía, y sobre cómo Etiopía se convirtió al cristianismo. De este periodo proviene, además, el título de Negus negusti, rey de reyes o emperador, que distingue al soberano de Etiopía. Los reyes de esta dinastía buscaban asegurar la unidad nacional basada en la religión cristiana y en su autoridad por derecho divino.
El reino etíope abarcaba en la época tres provincias principales: Tigré, en el norte, Amhara, en el centro, y Shoá en el sur. La primera sede del negus negusti se encontraba en Ankober, cerca del actual emplazamiento de Adís Abeba. Los reyes más importantes de esta época fueron Amdé Tsion (la columna de Sion), quien reinó entre 1314 y 1344 y realizó varias conquistas en la costa del Mar Rojo, llegando incluso a la península arábiga, y Zera Yaqob (1434-1468), celoso guardián de la ortodoxia religiosa, que persiguió con saña a los musulmanes y redactó el Mets'hafa berhan (Libro de la Luz).

### Invasión del sultanato de Adel
A finales del siglo XV Etiopía fue visitada por exploradores portugueses, como Pero de Covilhã, quien llegó a la región en 1490, portador de una embajada del rey Juan II de Portugal. Covilham creyó haber encontrado en Etiopía el reino del Preste Juan. A principios del siglo siguiente, el emperador etíope David II envió un emisario a la corte de Portugal y una delegación al Concilio de Florencia para solicitar ayuda contra los musulmanes. Respondiendo a esta petición, en 1520 una flota portuguesa se adentró en el Mar Rojo y llevó una embajada ante el negus, que permaneció en el país durante seis años.
En 1529 Etiopía fue invadida por un ejército musulmán del Sultanato de Adel, comandado por el famoso general Ahmad ibn Ibrihim al-Ghazi. Las tropas de David II fueron derrotadas, y los musulmanes conquistaron buena parte del territorio etíope. En 1540 el negus David II falleció, y su heredero fue capturado por los musulmanes. En 1541 llegó a Etiopía, procedente de la India, una flota portuguesa, que transportaba una fuerza de 400 mosqueteros, bajo el mando de Cristóbal de Gama, hijo del explorador Vasco de Gama. Al principio, apoyados por numerosas tropas etíopes, los portugueses alcanzaron algunos éxitos, pero en agosto de 1542 fueron vencidos por al-Ghazi, en una batalla en donde perdió la vida Cristóbal de Gama. Finalmente, al-Ghazi terminó por ser derrotado y muerto en la batalla de Wayna-Daga, el 21 de febrero de 1543.
Con la expedición de Cristóbal de Gama llegaron a Etiopía los primeros misioneros jesuitas. Uno de ellos, Pedro Páez (1564-1622), llegó a ser un personaje influyente en la corte del negus y dirigió la construcción de varias iglesias, muchas de las cuales se conservan en la actualidad. Su actividad misionera logró la conversión al catolicismo de numerosos etíopes e incluso el negus Malak Sagad II se convirtió a la fe romana. Dicha conversión provocó numerosas sublevaciones populares y la resistencia del clero local. Malak Sagad II proclamó la libertad de elección entre el catolicismo y el coptismo.

### Período Gondar (1632–1855)

Expansión del Imperio etíope:
Abisinia antes de las conquistas de Menelik II
Abisinia después de las conquistas

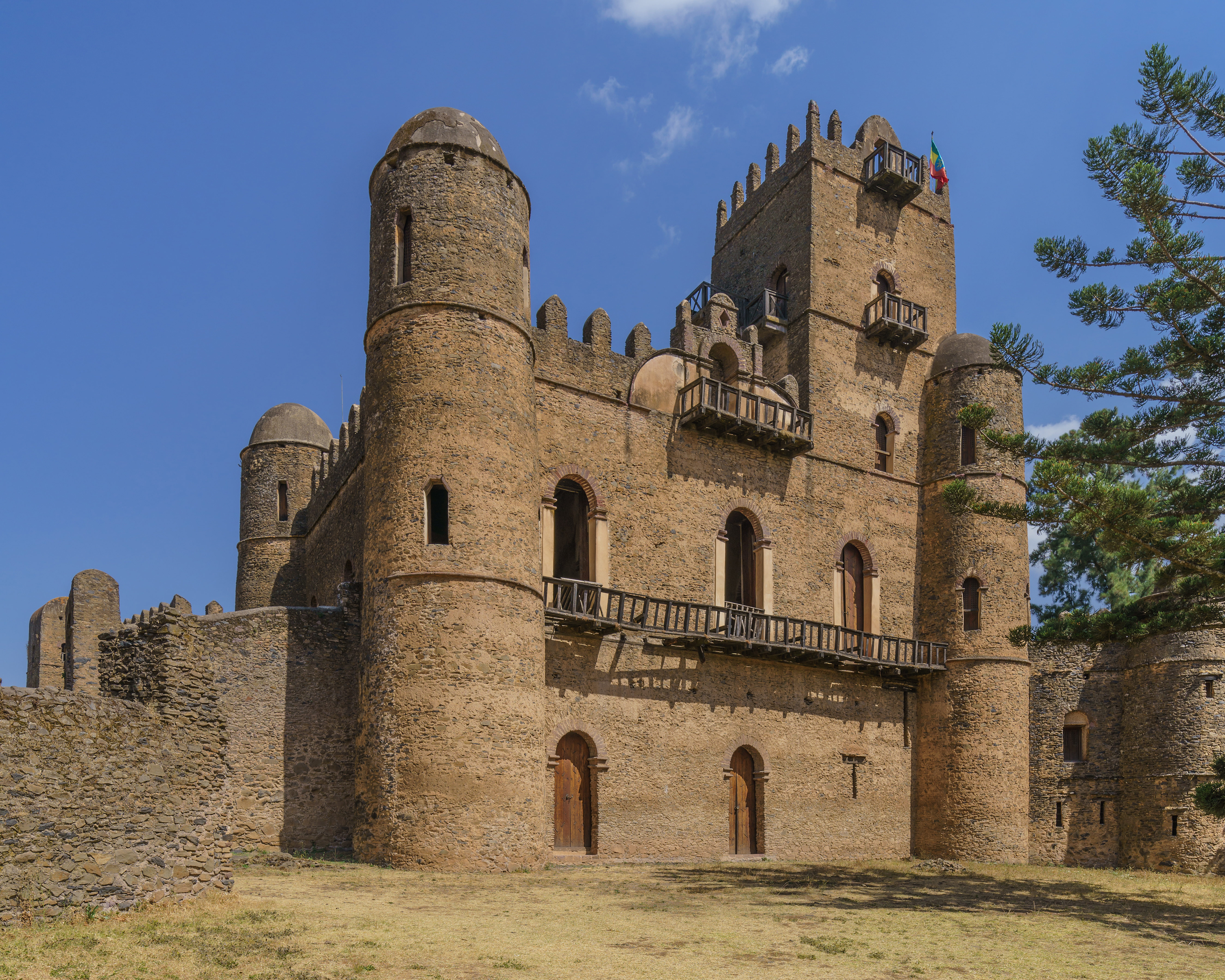
Palacio de Fasilidas el Grande en Gondar.

Al subir al trono Fasilidas el Grande, en 1632, se inicia el período Gondar, el cual se prolonga de 1630 a 1769. En 1633 se decretó la expulsión de los jesuitas y comenzó la persecución del catolicismo, como respuesta a los conflictos provocados por la latinización del país. Durante este período el país se encierra en sí mismo, y se traslada la capital a la ciudad de Gondar, en la cual Fasilidas manda construir una serie de palacios, pues hasta dicho momento los emperadores etíopes vivían en campamentos reales temporales, sin asentarse en forma definitiva en una ciudad. Dicho complejo constituye en la actualidad un Patrimonio de la Humanidad.
Hacia 1637 Fasilidas inicia una campaña militar para someter al pueblo Agaw, emplazado en las tierras altas del norte en torno al lago Tana, ocupando el resto de su reinado en repeler las incursiones de los Oromo contra su reino. Asimismo realiza expediciones periódicas contra los Agaw.
A pesar de su política de aislamiento, Fasilidas envía en 1664 una "embajada" a la India para felicitar a Aurangzeb por su ascensión al trono del Imperio mogol. En 1666, luego de que se rebelara en su contra, el Nagus mandó arrestar a su hijo Dawit en Wehni, reanudando la antigua costumbre de desterrar a los miembros molestos de la familia real a una zona montañosa. En 1667 muere Fasilidas.
Acabando con la política aislacionista de sus predecesores, en 1698 Iyasu I "el Grande" recibe a un embajador francés representante de Luis XIV. Consolidó su autoridad sobre la Iglesia copta, siendo asesinado por su hijo Takla Haimanót en 1706, quien asumiría el trono, reinando tan solo dos años, pues murió a su vez asesinado.
Tras el asesinato de Takla Haimanót llegó un período de gran inestabilidad política en el cual el ejército intervino frecuentemente, entronizando y deponiendo gobernantes, 7 en 24 años. Este período de inestabilidad coincide con la decadencia del período Gondar. Este período finaliza con la ascensión al trono, en 1730, del último emperador del período Gondar, Iyasus II "el Pequeño" siendo aún niño, quien gobernó por 25 años recuperando en parte la estabilidad política. Su madre, la emperatriz Mentewab, desempeñó un importante rol en el reinado de Iyasu II, así como en el de su nieto Iyoas. Mentewab se coronó a sí misma como cogobernante, convirtiéndose en la primera mujer en ser coronada de esta manera en la historia de Etiopía.

### La era de los príncipes y el reinado de Teodoro II de Etiopía

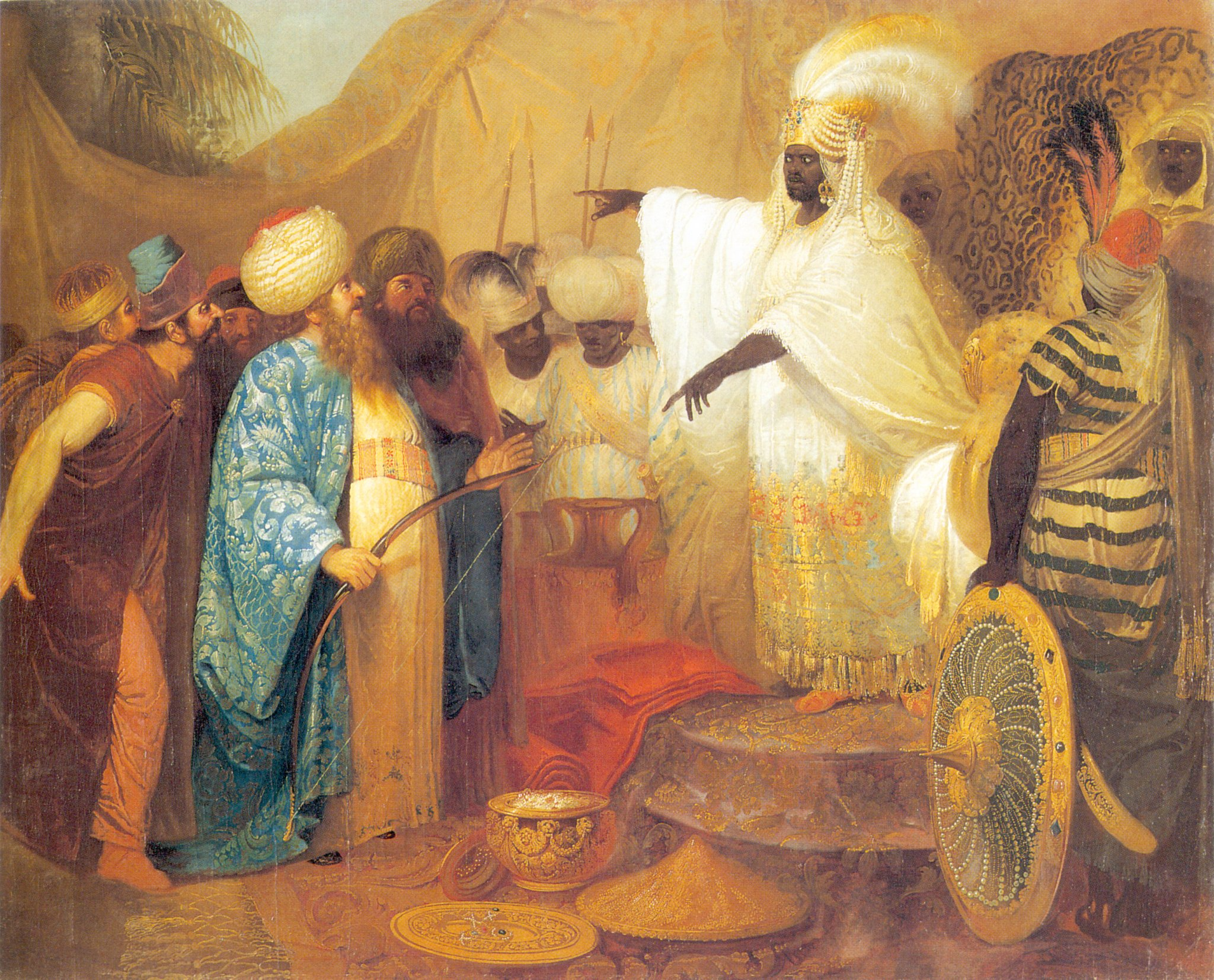
Embajadores persas en la corte etíope.

El período que va desde mediados del siglo XVIII a mediados del siglo XIX, conocido como la Era de los Príncipes, se inicia con la muerte de emperador Iyasus II en 1755, y el consiguiente debilitamiento de la dinastía salomónica. 	
Es una época caracterizada por los conflictos religiosos entre las comunidades musulmanas y cristianas tradicionales. Paralelamente, es un período de conflicto entre los señores feudales y el gobierno central del emperador, en el cual el poder de la monarquía fue eclipsado por el poder de los caudillos locales. La falta de un poder imperial fuerte favoreció las luchas entre las distintas nacionalidades etíopes.
Los conflictos étnico-religiosos entre los distintos caudillos y príncipes locales (Ras) contribuyeron a alimentar la hostilidad hacia los cristianos extranjeros y los europeos, que persiste hasta nuestros días, y fue un factor determinante en el aislamiento de Etiopía hasta mediados del siglo XIX. Este aislamiento fue traspasado por muy pocos viajeros europeos. Uno de ellos fue el médico francés C. J. Poncet, que llegó hasta Etiopía en 1698, a través de Sennar (actual Sudán) y el Nilo Azul. Después de él James Bruce entró en el país en 1769, con el objeto de descubrir las fuentes del Nilo, que estaba convencido se encontraban en Etiopía. Entrando al país por Massawa (en el mar Rojo) viajó a través de Axum rumbo a Gondar, donde fue recibido por el emperador Tekle Haymanot II.

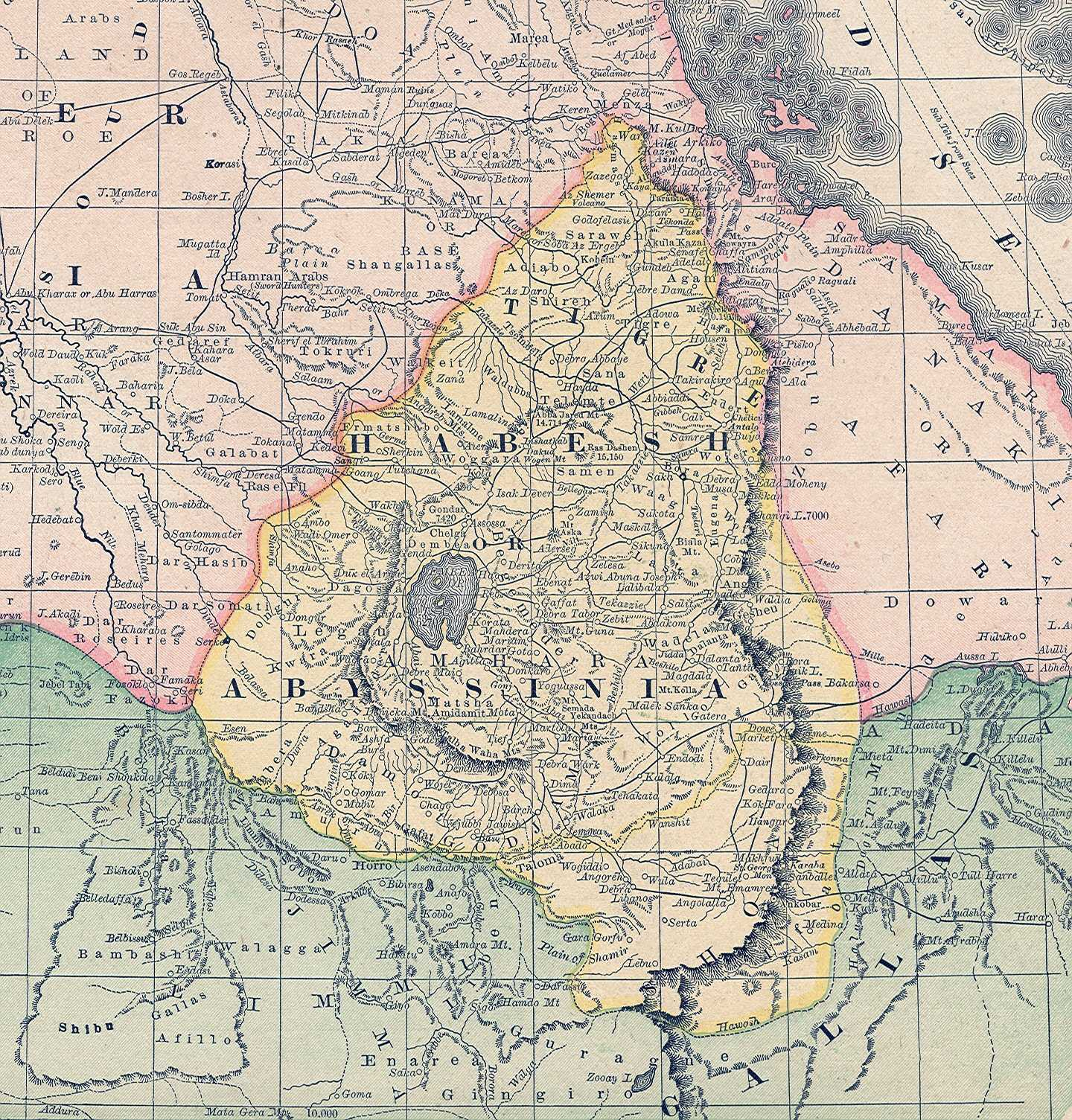
El Imperio etíope hacia 1891

Los primeros años del siglo XIX se caracterizan por las campañas militares entre el Ras Gugsa de Begemder y Wolde Selassie Ras de Tigray, que lucharon por el control de la figura del emperador, Egwale Seyon. Wolde Selassie resultó vencedor, y gobernó prácticamente todo el país hasta su muerte en 1816 a la edad de ochenta años.
La coronación de Lij Kassa como emperador en 1855 pone fin a la era de los príncipes. Después de recibir una educación tradicional en un monasterio local, organizó una banda de bandidos que recorrió el país como una suerte de "Robin-Hood" etíope, combatiendo a los caudillos locales. Sus hazañas los hicieron ampliamente conocidos entre la población, y su banda de seguidores creció de manera constante hasta convertirse en un gran ejército, lo cual le permitió conquistar numerosas ciudades y regiones del país. En 1855, depuesto el último emperador títere, Wube Haile Maryam, Kassa fue coronado como "Negusa nagat" (Rey de Reyes) de Etiopía, con el nombre de Teodoro II.
En 1800 la población del imperio era de 3 a 4 millones de personas.
A fines del siglo XIX el imperio etíope tenía de 7 a 11 millones de habitantes, además se dice que en Somalia y otras regiones, donde la autoridad imperial no era total, vivían 2 millones de musulmanes no sometidos.

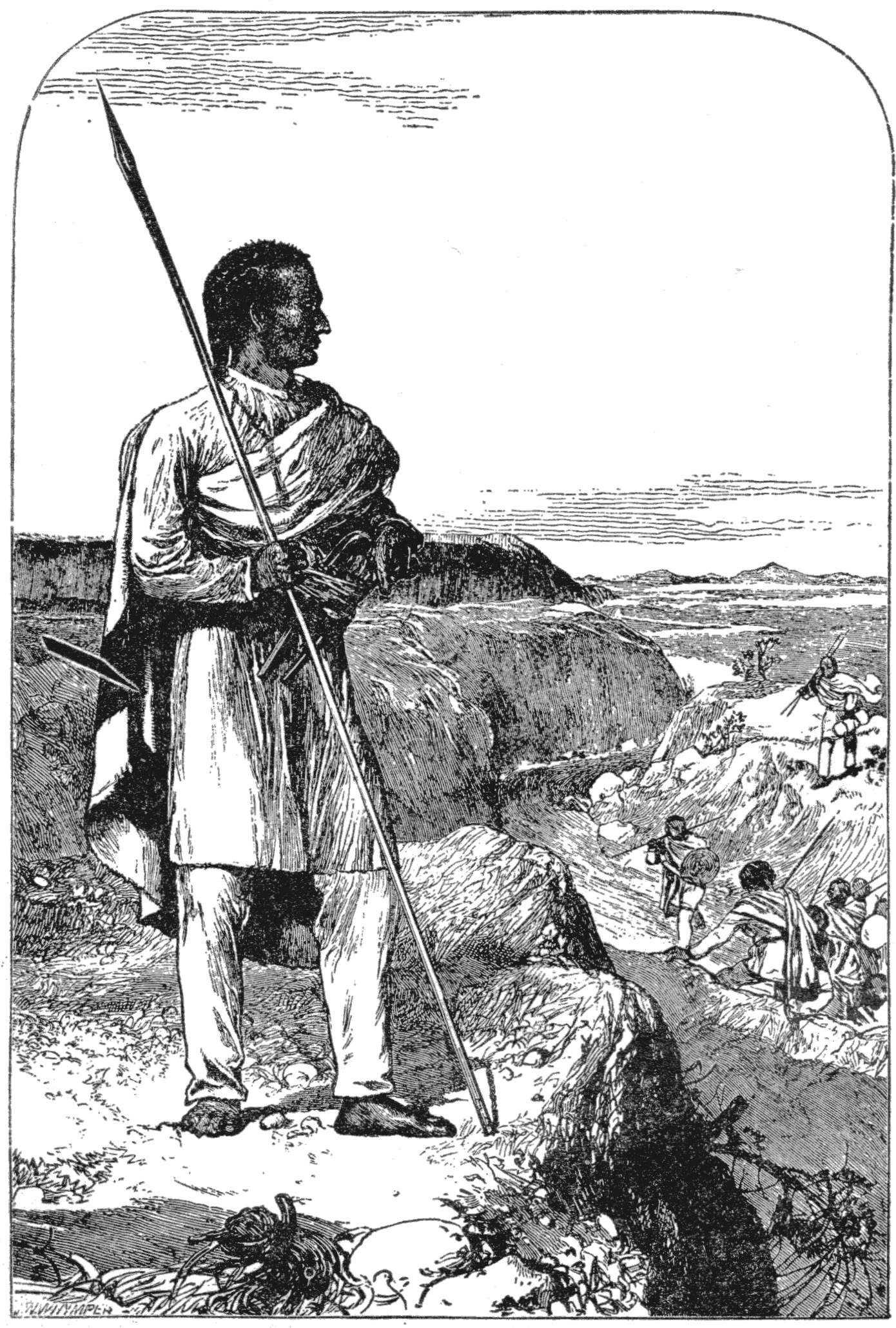
El emperador Teodoro II supervisando el cruce del Nilo Azul, 1869.

### El emperador Menelik II y el Reparto de África
Menelik II modernizó el reino etíope: fundó la nueva capital, Adís Abeba, abolió la esclavitud (aunque solo nominalmente) y proyectó instaurar la enseñanza obligatoria y un moderno código de derecho. Aunque no pudo poner en práctica todas sus reformas, Menelik II inició un proceso de mejorías de la sociedad etiópica todavía anclada al Medievo.

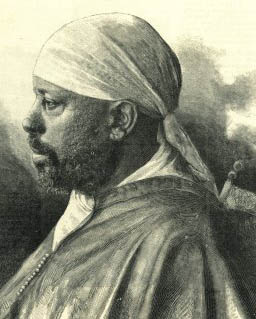
Menelik II

Los europeos se habían apoderado de los principales puertos del mar Rojo: los italianos de Massawa, los británicos de Zeila y los franceses de Obók y luego de Dchibuti. Menelik firmó con los italianos el Tratado de Uchalli (1889). Sin embargo, en 1896, Menelik, ante los intentos italianos de privarle de la soberanía, denunció el tratado y venció al ejército italiano, comandado por el general Baratieri, en la batalla de Adua. Los italianos se vieron obligados a reconocer la soberanía etíope, pero no abandonaron sus pretensiones en la zona.
En 1906, Menelik sufrió una semiparálisis. En 1909 designó como sucesor a su nieto Lij-Iyasu, aunque el poder efectivo pasó a manos del regente, el ras Tessemma. Menelik II murió en 1913.
Lij-Iyasu, su sucesor con el nombre de Iyasu V, se convirtió abiertamente al islam, proclamándose descendiente de Mahoma, y no de Salomón, lo que causó la irritación de sus súbditos cristianos, que lo depusieron en 1916, con la aprobación de la Iglesia ortodoxa etíope. Los etíopes cristianos entonces entronizaron a la hija de Menelik, Zauditu, teniendo como regente y heredero al ras Tafari, el futuro Haile Selassie I.

### Reinado de Haile Selassie I

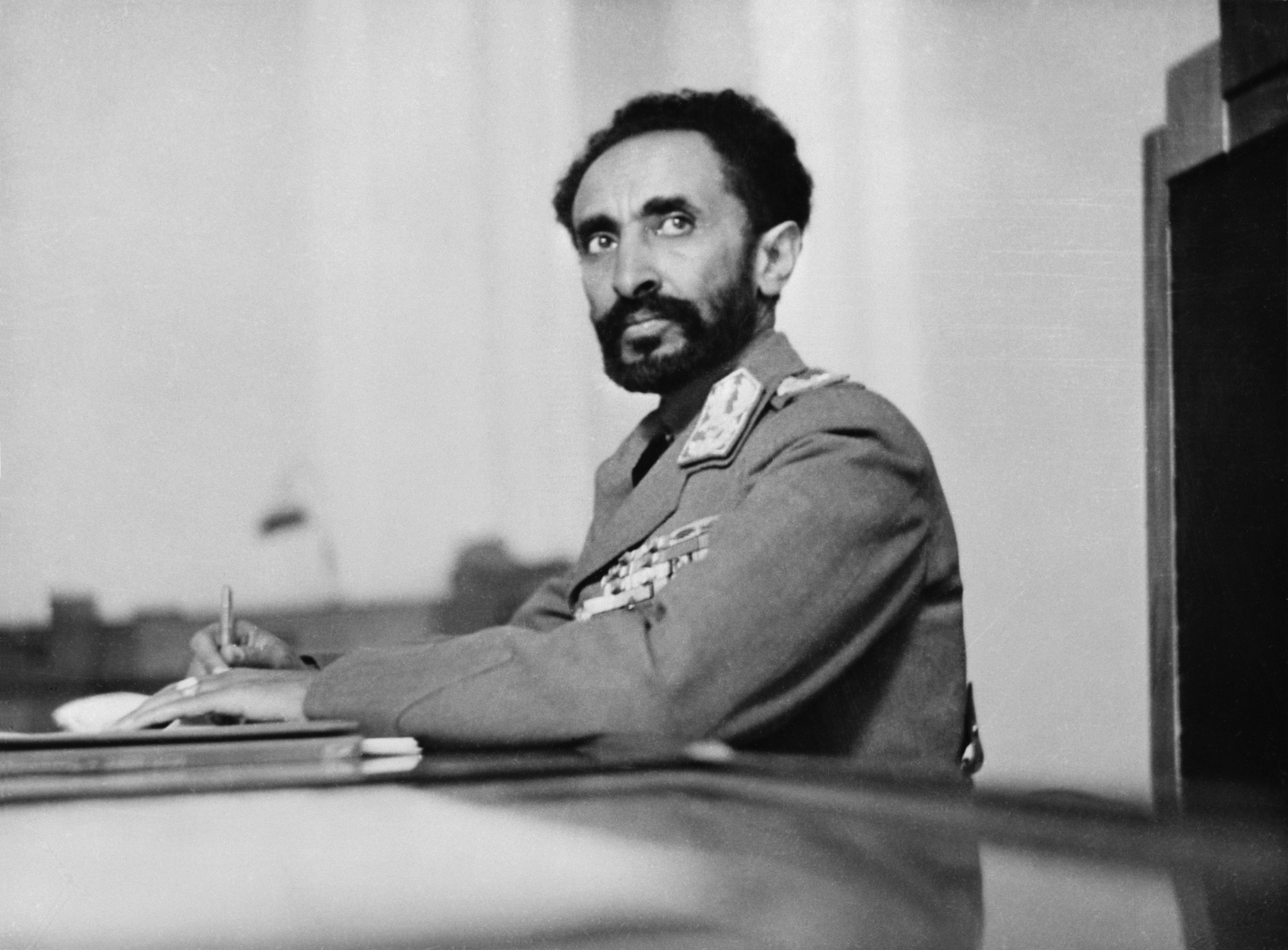
El emperador Haile Selassie en 1942.

En 1930, al morir la emperatriz, Ras Tafari Makonnen fue coronado emperador con el nombre de Haile Selassie.
En 1931 otorgó una Constitución que establecía un régimen absolutista en la que el emperador recibía todo el poder por derecho divino, con un Consejo Privado y un Parlamento bicameral de carácter consultivo integrado por un Senado y una Cámara de Diputados.
Tratando de evitar las reivindicaciones italianas, firmó acuerdos comerciales con Japón y Estados Unidos para buscarse su favor. Fue obligado a refugiarse en Inglaterra luego de su derrota por los italianos en 1936.

### Ocupación italiana
En la noche del 2 al 3 de octubre de 1935, tropas de la Italia fascista procedentes de Eritrea invadieron Etiopía. La capital, Addis Abeba, fue tomada por los italianos el 5 de mayo de 1936.
Italia se anexionó arbitrariamente Etiopía el 9 de mayo de 1936, creando su "Imperio italiano" bajo forma de un estado satélite colonial llamado África Oriental Italiana.
El emperador tuvo que exiliarse en el Reino Unido y la Sociedad de Naciones no resolvió el conflicto en favor de los intereses etíopes a pesar de las reclamaciones de Francia y el Reino Unido en 1936 y 1937. Por otro lado el rey de Italia Víctor Emanuel III fue reconocido oficialmente en 1940 como "Imperatore d'Etiopia" por casi todos los integrantes de Sociedad de las Naciones, con la excepción de URSS, Reino Unido y México.
Cinco años después de la victoria italiana, en 1941, en el contexto de la Segunda Guerra Mundial, los italianos fueron derrotados por los etíopes con la ayuda de los británicos, siendo expulsados de Etiopía, Eritrea y Somalia.
Haile Selassie recuperó su trono, anexionándose el territorio de Eritrea.

### Fin de la monarquía
En 1955 Selassie estableció un modelo constitucional más moderno, reconociendo el sufragio universal, aunque de facto continuó el sistema absolutista. La unión federal a Eritrea en 1952 y su posterior anexión en 1962 favorecieron el movimiento de resistencia e independentismo. Los problemas durante este tiempo no solo provenían del interior. Alemania, Francia, Reino Unido desde Europa, Estados Unidos y la Unión Soviética en sus respectivas posiciones durante la guerra fría y los vecinos Sudán y Somalia mantendrían un pulso en política internacional sobre el territorio etíope. Esto obligaba al emperador Haile Selassie a tratar de mantenerse equidistante de ambas potencias.
La definitiva crisis social se produjo tras la sequía de la primera mitad de los años 70 del siglo XX cuando cerca de 450 000 personas murieron de hambre y sed en el país. Las protestas fueron generalizadas: sindicatos, estudiantes, grupos de oposición y parte del ejército se mostraron abiertamente hostiles a un régimen casi feudal que no podía responder a las necesidades de la nueva sociedad, siendo depuesto el emperador en septiembre de 1974.
En agosto de 1975, el depuesto Negus de Etiopía, Haile Selassie, moría en circunstancias no aclaradas a la edad de 83 años. Oficialmente se declaró que la muerte se debió a complicaciones tras una operación de próstata.
Sin embargo, sus partidarios señalaron que fue asesinado por orden del nuevo líder de la revolución socialista en Etiopía, Mengistu. Los años siguientes al fin del Imperio etíope fueron caracterizados por las masacres del "Terror Rojo".